# 리옹만

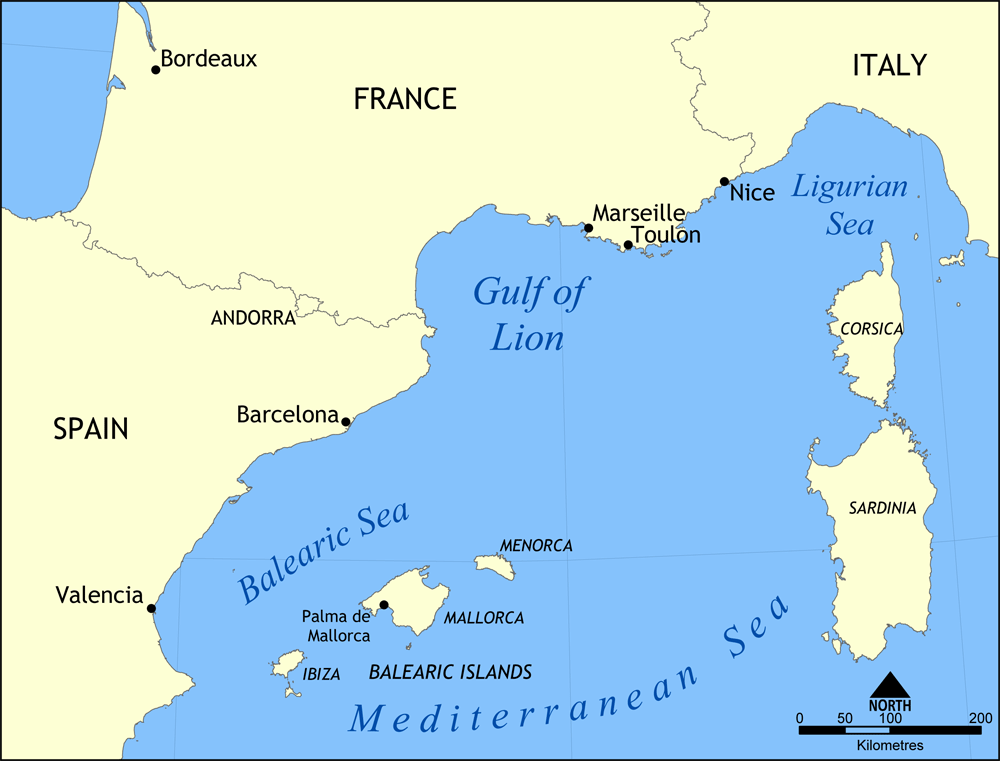
리옹 만

리옹 만(프랑스어: Golfe du Lion)은 지중해의 만으로 프랑스 남부 랑그도크루시용과 프로방스에 접한 바다이다.
주요 항구도시로 마르세유와 툴롱이 있다.